# Nazareth Speedway

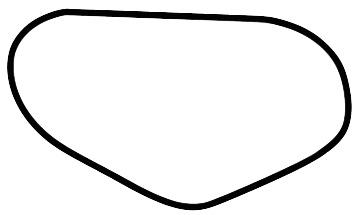
Lay-out Nazareth Speedway.

De Nazareth Speedway was een ovaal racecircuit gelegen in Nazareth, Pennsylvania. De speedway was ongeveer 1,5 km lang. Het circuit stond achtereenvolgens op de kalenders van de USAC Championship Car series, de Champ Car series en het Indy Racing League kampioenschap. Er werd ook onder meer gereden voor het Atlantic Championship, de Indy Lights en de NASCAR Nationwide Series. Aan het eind van 2004 werd het circuit gesloten. Brits zanger Mark Knopfler schreef een song over de autosport met de titel Speedway at Nazareth dat op zijn album Sailing to Philadelphia staat.

## Winnaars op het circuit
Winnaars op het circuit voor een race uit de USAC Championship Car series kalender.
| Jaar | Rijder         |
| ---- | -------------- |
| 1968 | Al Unser       |
| 1969 | Mario Andretti |
| 1982 | Keith Kauffman |

Winnaars op het circuit voor een race uit de Champ Car kalender.
| Jaar | Rijder             |
| ---- | ------------------ |
| 1987 | Michael Andretti   |
| 1988 | Danny Sullivan     |
| 1989 | Emerson Fittipaldi |
| 1990 | Emerson Fittipaldi |
| 1991 | Arie Luyendyk      |
| 1992 | Bobby Rahal        |
| 1993 | Nigel Mansell      |
| 1994 | Paul Tracy         |
| 1995 | Emerson Fittipaldi |
| 1996 | Michael Andretti   |
| 1997 | Paul Tracy         |
| 1998 | Jimmy Vasser       |
| 1999 | Juan Pablo Montoya |
| 2000 | Gil de Ferran      |
| 2001 | Scott Dixon        |

Winnaars op het circuit voor een race uit de Indy Racing League kalender.
| Jaar | Rijder            |
| ---- | ----------------- |
| 2002 | Scott Sharp       |
| 2003 | Hélio Castroneves |
| 2004 | Dan Wheldon       |